# Pagodkornell
Pagodkornell (Cornus controversa) är en kornellväxtart som beskrevs av William Botting Hemsley. Pagodkornell ingår i släktet korneller, och familjen kornellväxter. Inga underarter finns listade i Catalogue of Life.

## Bildgalleri

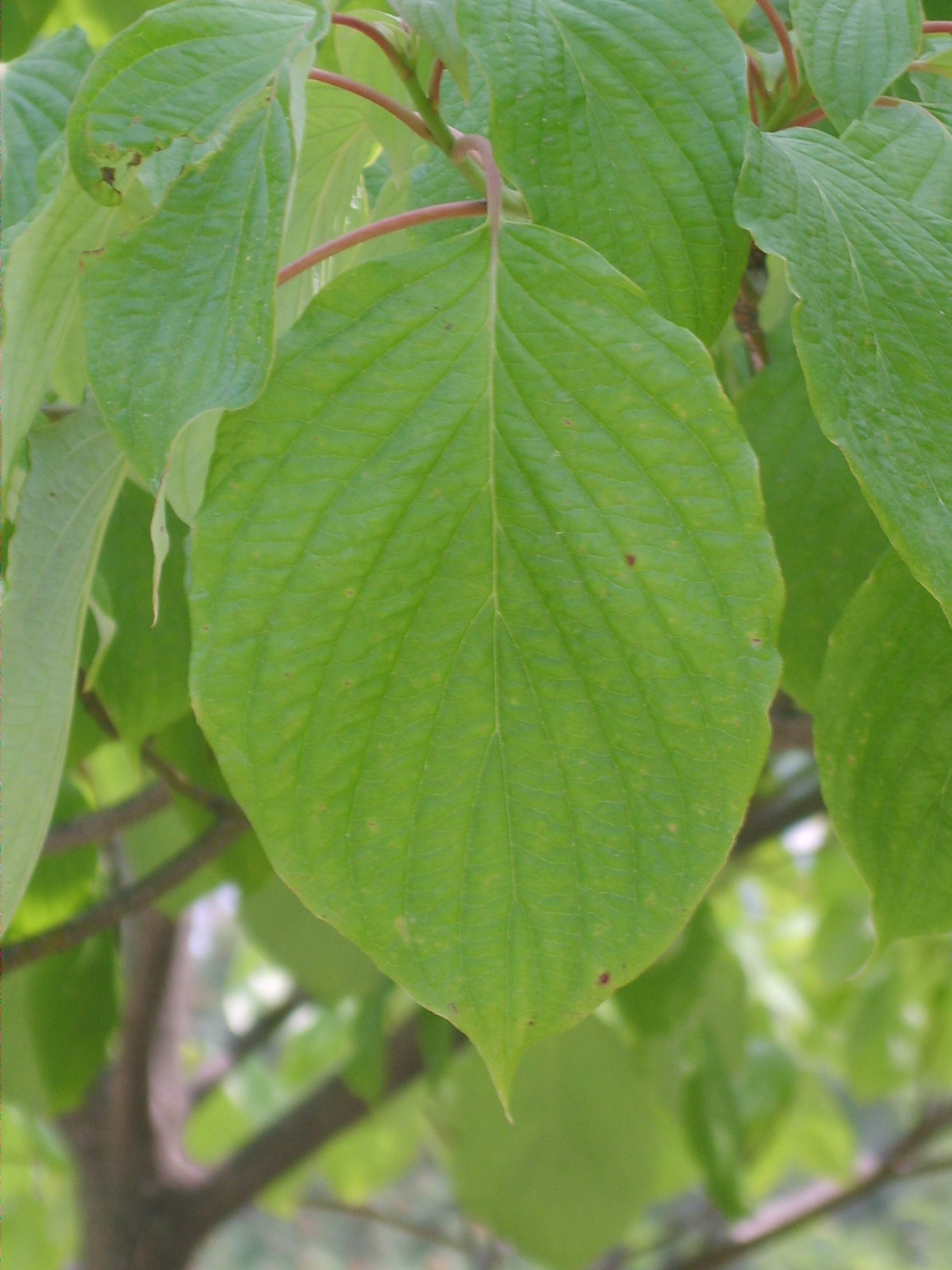
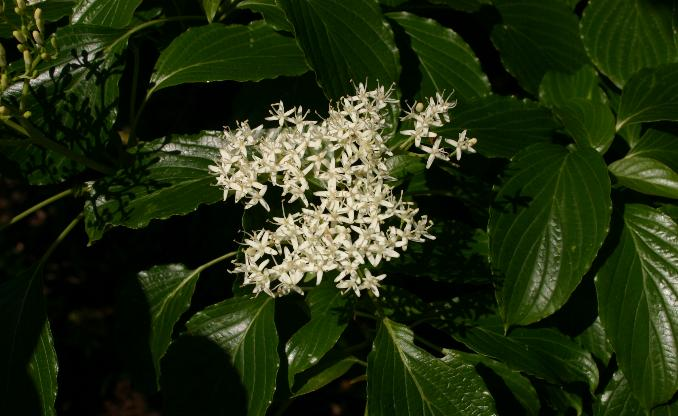
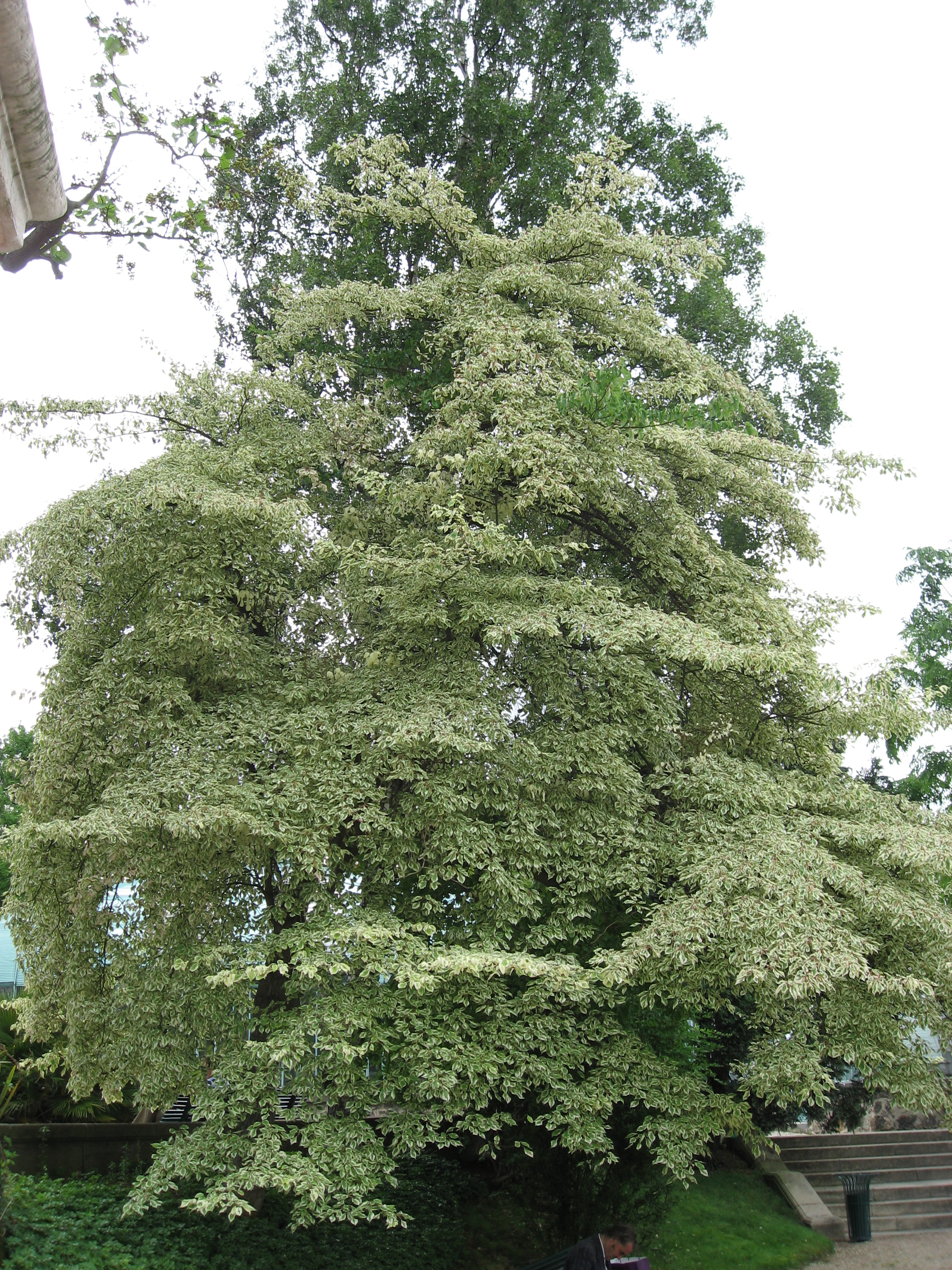
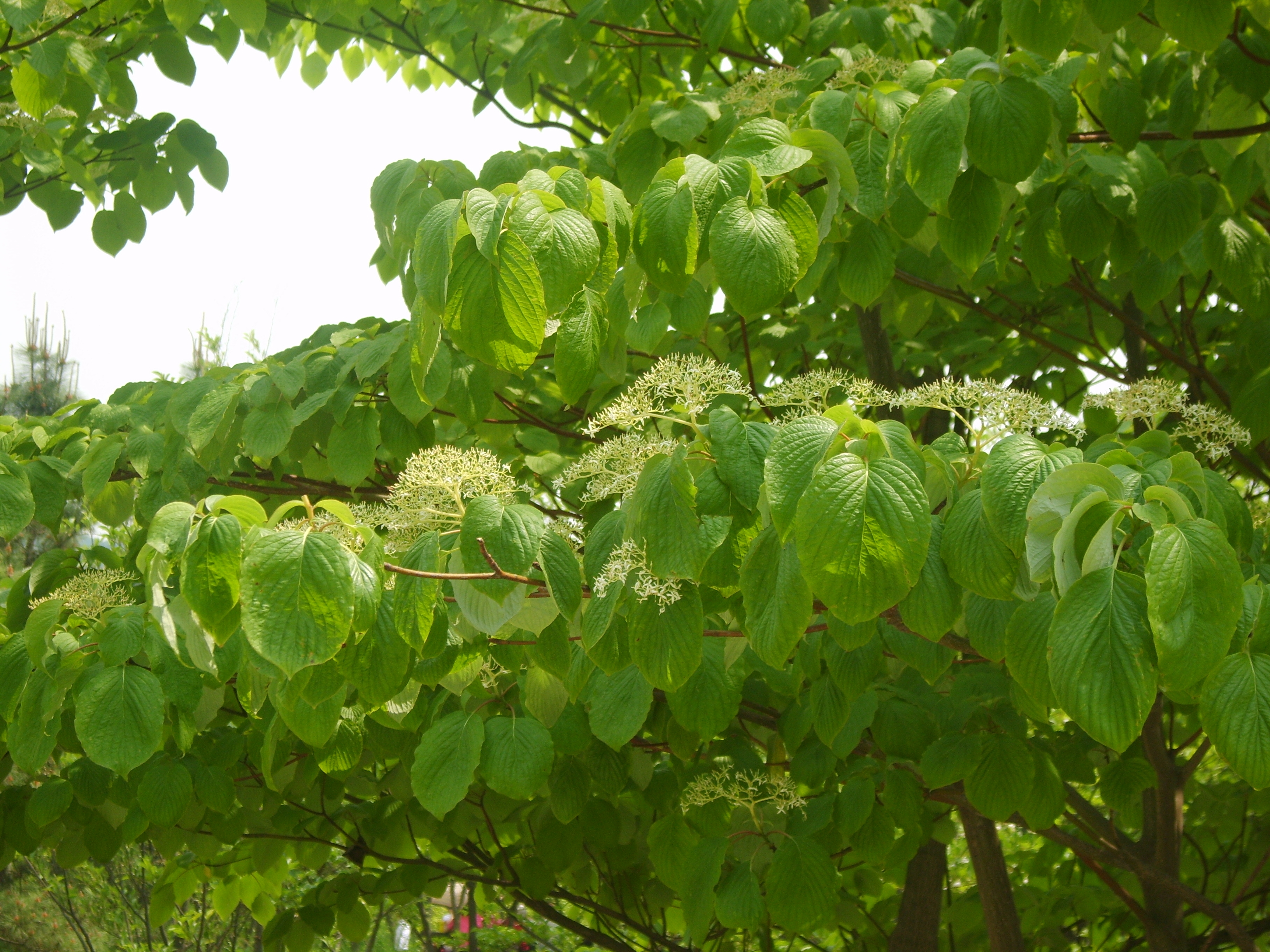
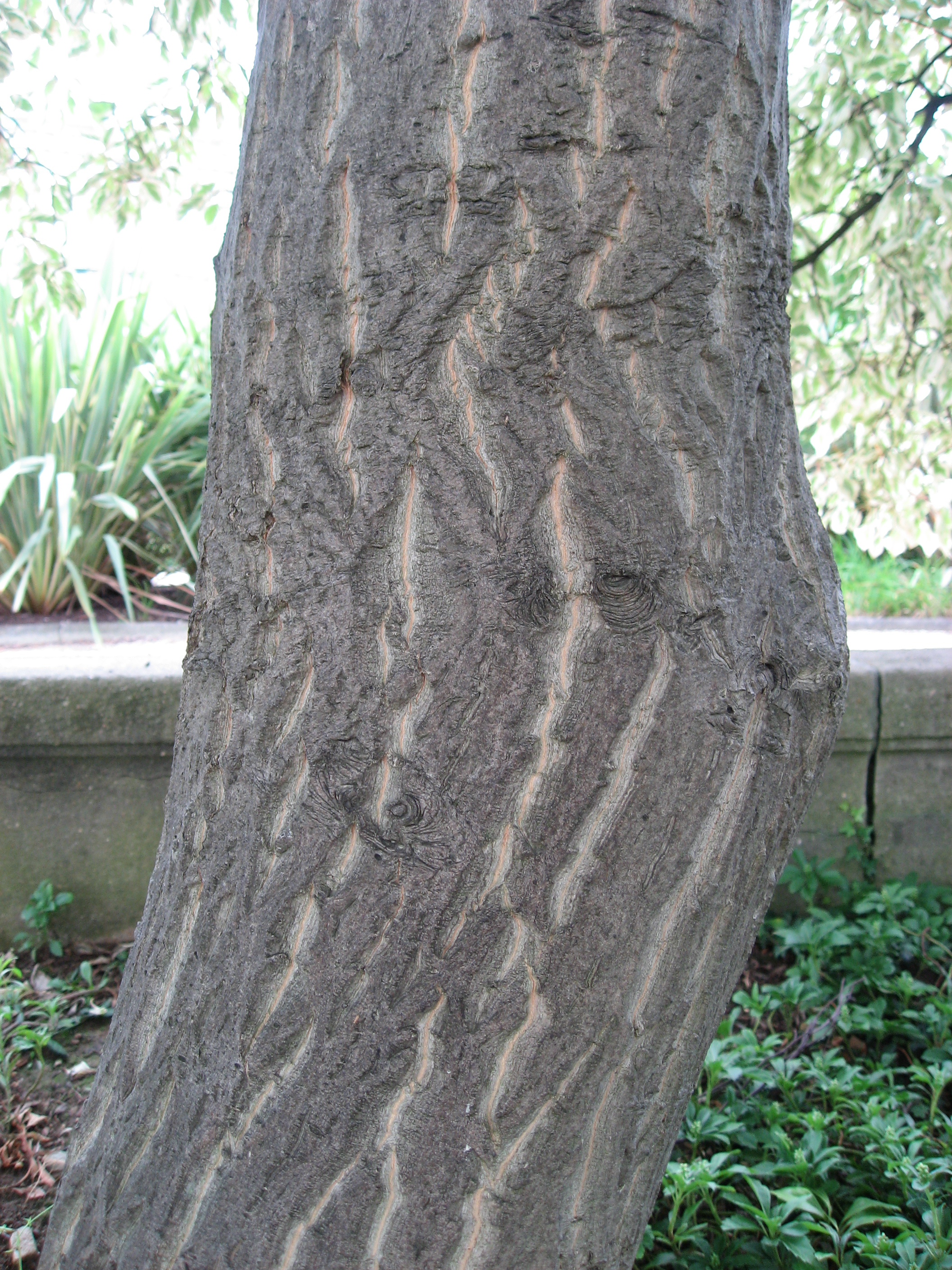
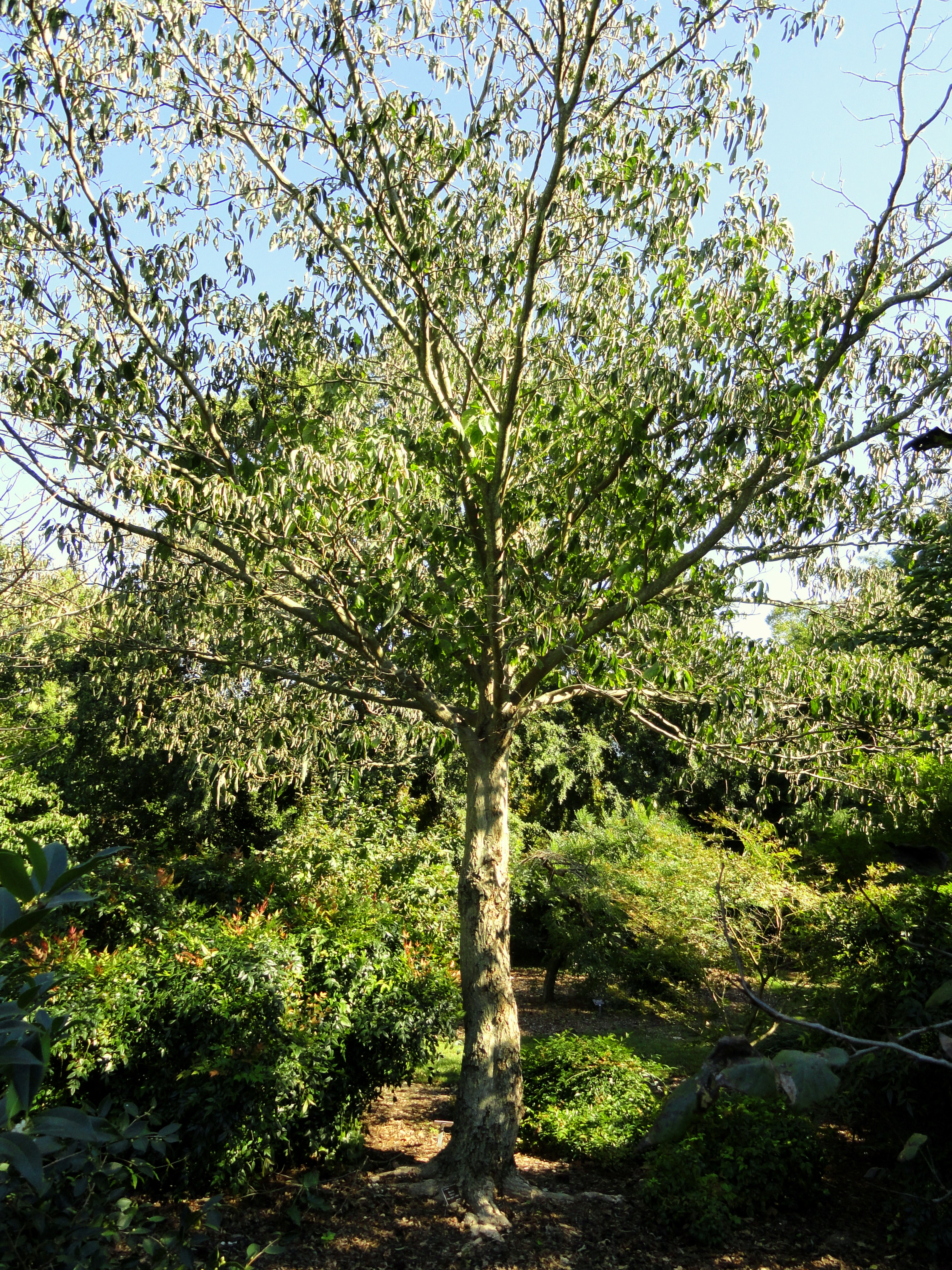